# Англо-египетская война
Англо-египетская война (англ. Anglo-Egyptian War) — военная интервенция и захват в 1882 году Великобританией Египетского хедивата, подпавшего незадолго до того под контроль лидера повстанцев Ахмада Ораби-паши. Главной мотивацией для вторжения было стремление Лондона обеспечить контроль над Суэцким каналом.

## Перед войной
В XIX веке Египетский хедиват официально принадлежал Османской империи, но добился относительной независимости при династии Мухаммеда Али. Из-за некоторых административных реформ, активной строительной деятельности и плохой финансовой политики государственный долг резко вырос при хедиве Исмаиле-паше. Участие в расходах по строительству Суэцкого канала привело к финансовому краху Египта. В конце концов, при Исмаил-паше долги увеличились до такой степени, что к 1876 году государство уже не могло выплачивать проценты своим кредиторам. 
К 1875 году Египет фактически стал банкротом, и Исмаил-паша продал пакеты акций Суэцкого канала Великобритании. С 1880 года акциями на Суэцкий канал владела англо-французская компания. Франция и Великобритания создали комиссию для наблюдения за разрушенными финансами Египта. Исмаил-паша хотел противостоять дальнейшему вмешательству великих держав и распустил проевропейское правительство в 1879 году. Однако Великобритания и Франция настояли на восстановлении своих министров в должности. Когда хедив не пожелал этого сделать ввиду недовольства, преобладавшего в значительной части страны, турецкий султан 26 июня 1879 года по наущению европейских держав заставил его отречься от престола за расточительство. Его пост занял его сын Тауфик, который показал себя более податливым к желаниям европейцев. Начиная с 1880 года, Египет использовал половину своих государственных доходов для погашения долгов. Для страны это означало высокое налоговое бремя, отсутствие зарплаты госслужащим и увольнение солдат и офицеров. Вокруг полковника Ахмеда Ораби-паши сложилась оппозиция международному контролю, которая привела в 1881 году к восстанию офицеров, и в феврале 1882 года Ораби-паша был назначен военным министром. Под девизом «Египет для египтян» он призвал отменить европейский финансовый контроль.
Когда Ораби собрал свою собственную армию, взял под свой контроль всю страну и поставил под угрозу сообщение Великобритании с Индией через Суэцкий канал, либеральный премьер-министр Гладстон начал проводить приготовления к вторжению в Египет. Летом 1882 года на Международной конференции европейских наций, проходившей в Константинополе, Великобритания подняла вопрос, касающийся восстания в Египте. Турецкий султан Абдул-Хамид II отказался посылать в Египет свои войска. Также Франция, недавно аннексировавшая Тунис и готовившая вторжение во Вьетнам, не была зантересована в египетской экспедиции. Тогда британцы решили действовать в одиночку. Франция вывела свой военно-морской полк из Александрии, предоставив тем самым свободу действий британцам.

## Силы сторон

### Египетская армия
К началу 1880-х годов египетская армия пребывала в плачевном состоянии после провальной военной кампании против Эфиопии в конце 1870-х годов. Армия была нерегулярная, значительная её часть формировалась за счёт мобилизации феллахов (крестьян). Их силой забирали из их деревень, выдавали им оружие и амуницию, но часто у них не было даже униформы. Подготовка мобилизованных была крайне слабой. Ко времени восстания Ораби-паши египетская армия находилась в самом слабом своём состоянии за последние годы. Она состояла из шести пехотных полков (9000 человек), двух кавалерийских полков (1000), полка полевой артиллерии (600) и полка береговой артиллерии (700). Общая численность регулярной армии составляла 11 300 человек, все они были опытными солдатами.
К началу Англо-египетской войны численность армии Ораби-паши составляла 9000 человек, из них 5000 располагалось в Александрии, остальные в других частях страны. С началом войны была проведена масштабная мобилизация, за счёт которой численность армии была увеличена до 60 тыс. человек. Значительную часть этих людей составляли плохо подготовленные к войне феллахи и резервисты, многим из которых было уже за 50 лет. Расовый и этнический состав египетской армии был разнообразным: чернокожие суданцы, арабы из разных племён, большое число бедуинов. Этой многочисленной армии недоставало квалифицированных офицеров. В августе 1882 года была проведена вторая волна мобилизации, в ходе которой за счёт призыва совершенно не обученных рекрутов численность армии выросла до 100 тыс. человек.
Египетская армия была вооружена винтовками Ремингтон, 60 тыс. которых были куплены в 1876 году у США. Эти 11-мм винтовки с качающимся затвором были способны производить до 17 выстрелов в минуту. Кавалеристы были вооружены американскими карабинами, артиллеристы — мушкетонами. Мобилизованные феллахи в большинстве своём были вооружены устаревшими дульнозарядными мушкетами. Египетская артиллерия состояла в основном из прусских орудий, произведённых фирмой Крупп и аналогичных тем, что использовались во Франко-прусской войне 1870—1871 годов. Также на вооружении египетской армии состояло небольшое количество пулемётов Гарднера и Гатлинга, модифицированных под 11-мм патрон.

## Ход боевых действий

### Бомбардировка Александрии
Под давлением демонстрации британского и французского флотов в Александрии 22 мая 1882 года хедив Тауфик-паша свергнул Ораби-пашу. Через несколько недель вспыхнули беспорядки, в ходе которых были убиты 50 европейцев, в том числе британский консул. Войскам хедива удалось восстановить порядок. Тем не менее, Ораби смог укрепить город с моря и направил пушки на флот союзников. 10 июля британский адмирал Фредерик Бичем-Сеймур заявил, что прикажет обстрелять город, если орудия не будут убраны. Затем Франция вывела свои корабли, чтобы не ввязываться в этот конфликт. Это побудило Ораби не реагировать на ультиматум Сеймура. Ранним утром 11 июля 1882 года британские корабли (8 броненосцев, 5 канонерских лодок и 1 миноносец, всего 5700 человек) начали бомбардировку Александрии. Бомбардировка закончилась поздним вечером 12 июля, когда все фортификационные сооружения были уничтожены. В городе вспыхнули пожары, которые бушевали два дня. Британцы высадили десант. Их встретила упорным сопротивлением армия Ораби (примерно 7500 солдат). Но египтяне всё же оставили город, потеряв около 2000 человек убитыми и ранеными. Потери британцев были незначительными. Через 4 дня Александрия была захвачена полностью.

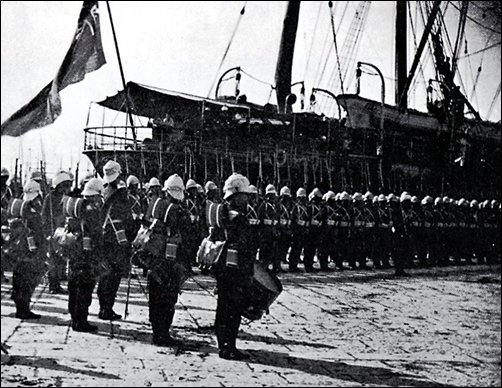
Британцы в Александрии (12 августа 1882 года)

### Сражение при Кафр-эд-Дауваре
После падения Александрии Ораби-паша был назначен премьер-министром, объявил в стране всеобщую воинскую мобилизацию, собрал большое войско, официально объявил Великобритании войну и двинулся всеми силами навстречу противнику в Александрию. К 19 июля британские войска в Александрии насчитывали 3755 человек. В случае нападения они могли быть усилены до 5000 человек. Вскоре британские солдаты оставили Александрию и двинулись на столицу Египта Каир вдоль канала Махмуди. Однако 5 августа египтяне остановили продвижение британских солдат к своей столице в сражении при Кафр-эд-Дауваре. Хотя битва закончилась тактической победой британцев, после битвы они изменили свою стратегию и решили наступать со стороны Суэцкого канала.

### Сражение при Касассине
15 августа британские войска (20 000 солдат) под командованием лорда Уолсли заняли Суэц. 20 августа британцы захватили Исмаилию. После падения Исмаилии открылась дорога на Каир.
28 августа произошёл бой при Касассине или Эль-Махсаме между 2000 человек под командованием генерала Джеральда Грэма и 10 000 египтян под командованием Ораби, который пытался восстановить доступ к Суэцкому каналу. Ораби атаковал позиции британцев, Грэм держал оборону в течение всего дня. Исход боя долгое время оставался неясным, пока вперед не была выдвинута кавалерия под командованием генерал-майора Друри-Лоу, которая атаковала на полном скаку под огонь вражеских винтовок. Она захватила 11 египетских пушек. Египтяне были отброшены и понесли тяжелые потери. Потери британцев составили 11 человек убитыми и 68 ранеными.
9 сентября Ораби воспользовался своим последним шансом атаковать британские позиции. В 7 часов утра на железнодорожной линии разгорелся ожесточенный бой, в котором египетские войска были отброшены британцами под командованием генерал-лейтенанта Уиллиса. 10 сентября Уолсли и его армия начали марш на запад через пустыню в сторону Каира. На полпути он встретил армию Ораби. 

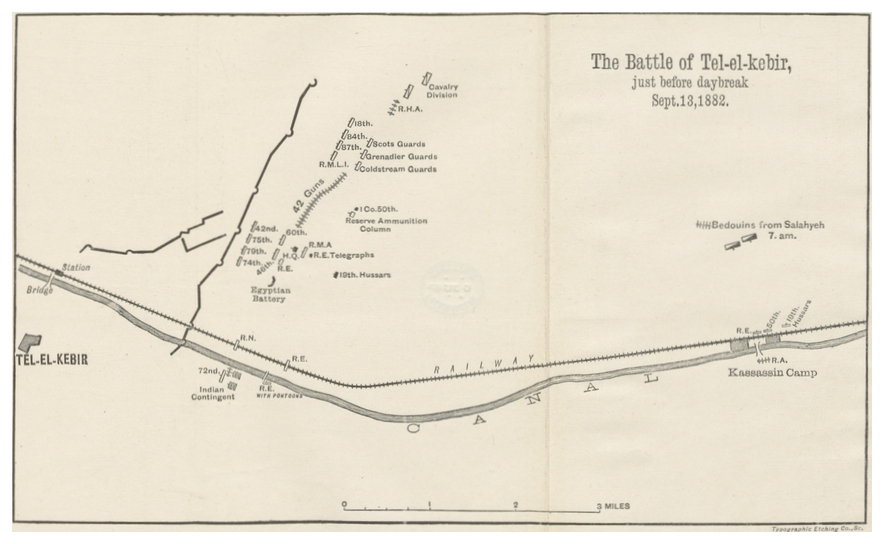
Карта сражения при Тель-эль-Кебир

### Сражение при Тель-эль-Кебире
13 сентября произошло решающие сражение между британскими-египетскими войсками и армией Ораби в районе города Тель-эль-Кебир. Войска лорда Уолсли (около 20 000 солдат), несмотря на изнурительный ночной марш по пустыне, ранним утром сумели атаковать и прорвать оборонительные укрепления армии Ораби (22 000 человек). Египтяне, потеряв несколько тысяч солдат убитыми и ранеными, отступили. Британцы (их потери после битвы составили всего 339 человек убитыми и ранеными) 14 сентября победоносно вошли в Каир.

## Окончание войны
На следующий день после захвата Каира (15 сентября) Ораби-паша и его соратники были схвачены англичанами. Правительство Египта, во главе которого фактически стоял Ораби, подписало капитуляцию. Британские войска оккупировали весь Египет. Теперь Египет стал одним из протекторатов Великобритании. Страна после этого находилась под прямым контролем Соединённого Королевства ещё 40 лет, после чего в 1922 году была провозглашена независимость Египта. Но фактически последний английский солдат ушёл из Египта только в 1956 году.
Египетский суд приговорил Араби-пашу к смертной казни. Благодаря вмешательству британского правительства он был отправлен в ссылку на Цейлон, где прожил 19 лет, после чего был помилован и вернулся в Египет.